# Слётов, Степан Николаевич
Степан Николаевич Слётов (1 (13) февраля 1876, Тамбов, Российская империя — 6 (19) июня 1915, Вокуа, Франция) — российский революционер, член Центрального комитета Партии социалистов-революционеров. Писал под псевдонимом Ст. Нечетный.

## Биография
Родился в семье страхового агента, окончил гимназию в Тамбове, поступил на Физико-математический факультет Московского университета (на естественное отделение). В ноябре 1896 года его арестовали и в январе 1897 года сослали в Уфу как одного из организаторов студенческой демонстрации протеста в связи с Ходынской трагедией. В августе 1897 года по болезни ему разрешили переселиться в Тамбов.
В Тамбове он вместе с Владимиром Вольским организовал кружок рабочих железнодорожных мастерских, среди которых вёл революционную пропаганду. Стал лидером тамбовской группы социалистов-революционеров (эсеров). В 1899 году был арестован по делу о революционной пропаганде и нелегальной типографии, содержался в Таганской тюрьме в Москве, в августе 1900 году был освобождён по состоянию здоровья.
После освобождения создавал эсеровские кружки в Тамбовской губернии, в 1901 году, опасаясь нового ареста, нелегально эмигрировал, поселился в Швейцарии, где вошёл в «Аграрно-социалистическую лигу». Принимал участие в издании газеты «Революционная Россия», в апреле 1902 года доставил нелегальную литературу в Киев.
В 1903 году вновь побывал в России как уполномоченный Центрального комитета ПСР, поселился в Киеве, где попытался организовать разрозненные эсеровские комитеты и группы, наладить издание и распространение литературы. Летом 1903 года в Киеве руководил пропагандистской деятельностью будущего писателя Александра Грина (Гриневского). После разгрома киевской группы эсеров перебрался в Одессу, а затем вновь выехал за границу.
В 1904 году стал членом ЦК ПСР. Считал, что партия не должна увлекаться террором, главным, по его мнению,  должна была быть «массово-социалистическая работа» и «социально-революционная организация крестьянства». Вступив в конфликт с Е. Азефом, бывшим осведомителем Департамента полиции, вышел из ЦК ПСР и нелегально вернулся в Россию, но по доносу Азефа 3 сентября 1904 года был арестован на пограничной станции Вержболово. Больше года его содержали в Петропавловская крепость, в октябре 1905 года его перевели в киевскую Лукьяновскую тюрьму, после манифеста 17 октября 1905 года он был амнистирован.
После этого он принял участие в восстании в Москве в декабре 1905 года, при этом организовал взрыв здания московского охранного отделения по адресу Большой Гнездниковский переулок, 10 (10 декабря 1905 года).
В 1906 году его арестовали на вокзале в Тамбове, но вскоре освободили. В мае 1906 года его вновь кооптировали в ЦК ПСР. Он публиковал статьи в легальных изданиях, связанных с ПСР. В феврале 1907года он вновь вышел из ЦК ПСРю
В начале марта 1907 года был вновь арестован и приговорен к ссылке в Тобольскую губернию на два года, которая была заменена высылкой за границу. Жил преимущественно в Париже, в марте 1911 года вернулся в Россию, в феврале 1912 года снова уехал в Париж. В эмиграции он сначала пытался вновь организовать террористическую деятельность эсеров, но затем пришёл к выводу о необходимости работы в легальных организациях. Он занялся литературной деятельностью, публикуя статьи в легальных изданиях в России, и изучением истории ПСР (в 1917 году посмертно была издана его книга «К истории возникновения партии социалистов-революционеров»).
После начала Первой мировой войны он добровольно вступил во французскую армию и был убит в 1915 году в боях у Вокуа.

## Семья
Сестра Степана Слётова Анастасия Николаевна Слётова была женой лидера эсеров Виктора Чернова и также видным деятелем ПСР.